# 列塞庇护十世村
45°43′N 11°55′E / 45.717°N 11.917°E
列塞庇护十世村（義大利語：Riese Pio X），也称列塞，是意大利威尼托大区特雷维索省的一个市镇。总面积30.74平方公里，人口10923人，人口密度355.3人/平方公里（2009年）。国家统计（ISTAT）代码为026068。
城市的名字是为了纪念教宗庇护十世。